# Cyanidfischerei
Cyanidfischen ist eine nicht-selektive Fischfangmethode, bei der vor allem die chemische Verbindung Natriumcyanid (englisch: sodium cyanide) – ein Cyanid wie Zyankali – in wässriger Lösung eingesetzt wird. Die Cyanidlösung wird mittels Gerätschaften in die unmittelbare Umgebung der Fische verbracht, worauf die, die damit ausreichend in Kontakt kommen, also insbesondere cyanidhaltiges Wasser durch die Kiemen spülen, bewegungsunfähig werden und eingesammelt werden können.
Cyanidfischen ist in den meisten Staaten der Erde verboten.

## Vorkommen
Die Methode wird vor allem in Südostasien eingesetzt, oft als lautlose Alternative zur Dynamitfischerei, die ebenfalls in fast allen Staaten der Erde illegal ist. Seit dem Jahr 2000 tritt sie zunehmend in Erscheinung, weil verstärkte behördliche Kontrollen und Beschlagnahmungen das geräuschvolle und aufsehenerregende Dynamitfischen erschweren.
Cyanidfischerei kommt vor allem im Küstenbereich (Meer) vor und richtet sich auf den Fang von tropischen Fischen, die als Spezialität oder auch als Zierfische verwendet werden. Für den Fang klassischer Speisefische ist diese Methode auch geeignet, wird aber seltener angewendet. Der Einsatz von Cyanid ist in stehenden Gewässern (Seen) weniger effektiv, wenn Trübungen die Sicht behindern. Die Substanz muss in sehr großen Mengen eingebracht werden und gefährdet dann auch den Taucher, der zudem beim Einsammeln der Fische auf gute Sicht angewiesen ist. Bei fließenden Gewässern können die bewegungslosen Fische zwar durch flussabwärts ausgelegte Netze eingesammelt werden, der Umweltschaden ist jedoch so massiv, dass ein einmal befischter Flussabschnitt in absehbarer Zeit nicht erneut befischt werden kann. In Süßgewässern kann die Cyanidfischerei deshalb nur regional und nur für sehr kurze Zeit betrieben werden, ist teurer und ineffizienter. Hauptvorkommen sind die ausgedehnten Küstenlandschaften der ostasiatischen Inselwelt.
Wissenschaftler des World Resources Institute (WRI) schätzen, dass die Cyanidfischer seit den 1960er Jahren allein in den Korallenriffen der Philippinen mehr als 1000 Tonnen Cyanid ausgebracht haben. Für den indonesischen Archipel wird die toxische Belastung sogar als noch größer geschätzt. Die Giftschwaden treiben oft tagelang durch die Riffe und vernichten alles, womit sie in Berührung kommen. Sie töten Algen, Wasserpflanzen und tragen maßgeblich zum Korallensterben bei.

## Funktionsweise
Die Fischer tauchen oft ohne Atemhilfe, teilweise aber auch mit Kompressorluft (DTG) oder über dünne Atemschläuche in Korallenriffe und spritzen das Gift zwischen die einzelnen Stöcke. Anschließend wird die Ausbeute eingesammelt. Speisefische, von denen etliche an Überdosis vor dem Verkauf eingehen, kommen erst einmal für 10 bis 14 Tage in Frischwasser zum „Durchspülen“. Bunte, vor allem ausgefallene und damit seltene Korallenfische werden sofort in Plastiktüten abgepackt, wobei auf den Transportwegen bis zu zwei Drittel verenden. Bestimmt sind sie vorwiegend für Aquarianer in den USA, Europa und Asien. Noch in den 1990er Jahren kamen 80 Prozent der Korallenfische des westlichen Handels allein aus Palawan.
Die Gründe für diese illegale Fischfangmethode liegt u. a. an der gestiegenen Nachfrage an Lebendfisch in besseren Restaurants der Großstädte – zunehmend im finanzstärkeren, nahen Ausland –, für den erheblich höhere Preise erzielt werden. Die äußerst niedrigen Löhne der Fischer in wenig strukturierten, abgelegenen Gebieten, die ihnen keine Einkommensalternativen anbieten, zwingen sie, die gesundheitlichen Risiken und mögliche Verurteilungen durch Strafverfolgungsorgane in Kauf zu nehmen.
Viele Fischfanggebiete und Tauchplätze in ganz Südostasien, zuvor schon stark durch das Dynamitfischen geschädigt, wurden dadurch auf Jahre hinaus stark zerstört, bis hin zum Totalschaden. Viele der langsam wachsenden Korallen, vor allem die verzweigten Korallentypen, sind ein wichtiger Schutzbereich für Jungfische und Fischbrut und fehlen nun. Die meisten legalen und illegalen Methoden können für sich betrachtet ein stabiles Ökosystem in der Regel nicht zerstören. Es treten jedoch Synergieeffekte auf, wodurch in weiten, küstennahen Bereichen ehemals ausgezeichneter Fanggründe der Fischfang fast vollständig zusammengebrochen ist.

## Chemische Grundlagen
In Wasser und im Meerwasser dissoziiert Natriumcyanid in Natrium- und Cyanid-Ionen. Letztere blockieren beim Menschen die Fe(III)-Ionen des Enzyms Cytochromoxidase, wodurch kein Sauerstoff mehr zwischen dem Hämoglobin und den Zellen übertragen werden kann, die lebensnotwendige Zellatmung wird unterbrochen. Fische reagieren erst bei etwas höheren Dosen auf dieselbe Weise, Korallenpolypen, Jungfische und Fischbrut sind empfindlicher. Beim Menschen (eine direkte Gefahr für die Fischer) tritt eine Bewusstlosigkeit beim direkten Einatmen der Blausäure-Dämpfe, die der Lösung entweichen oder bei versehentlichem Verschlucken von Meerwasser, wie es bei Tauchern öfter vorkommt, bereits nach einer Minute auf. Dann erfolgt die „innerliche“ Erstickung. Geringere Dosen führen zu vorübergehenden oder bleibenden Lähmungen und/oder sensorischen Ausfällen. Es werden viele derartiger „Arbeitsunfälle“ vor Ort geschildert, die jedoch in keinen Statistiken oder offiziellen Verlautbarungen auftauchen.
Der Effekt ist bei Fischen umkehrbar. Das Cyanid kann von einem betäubten Fisch nach Ablauf einer Erholungsphase aus dem Stoffwechsel scheiden, so dass sich das Tier wieder erholt. Dabei ist die Menge der aufgenommenen Cyanid-Ionen entscheidend. Ist sie zu hoch, verstirbt der Fisch nachträglich, weil seine Organe zu viele Zellschäden aufweisen. Bei einer geringen Dosis kann der Fisch sich wieder vollständig erholen. Die Dosierung kann vom Taucher nur schlecht gesteuert werden, weil sich die Cyanidlösung durch Wirbel im Wasser unvorhersehbar verteilt.